# جون بارون (أستاذ جامعي)
جون بارون (بالإنجليزية: John Barron)‏ هو باحث في تاريخ العصور الكلاسيكية بريطاني، ولد في 27 أبريل 1934 في Morley, West Yorkshire ‏ في المملكة المتحدة، وتوفي في 16 أغسطس 2008 في لندن في المملكة المتحدة.